# Centre d'action (météorologie)
Pour les articles homonymes, voir Centre d'action.

Sur une carte météorologique animée des pressions atmosphériques moyennes au niveau de la mer, la distribution des isobares met en évidence l'existence de champs de pression organisés en anticyclones et dépressions.

Un centre d'action est un anticyclone ou une dépression agissant sur une grande étendue gardant une forme ainsi qu'une position géographique quasiment stationnaire sur de longues périodes, telle une saison, ayant alors une grande influence sur la circulation des vents et des perturbations sur la surface qu'il occupe. Ceci ne veut pas dire que la position et l'intensité d'un tel centre correspondent toujours à un anticyclone ou une dépression durant cette période, mais plutôt que la moyenne mensuelle de la pression à cet endroit correspond à ces entités,. L'inertie thermique plus élevée des océans par rapport aux continents explique que les centres d'action maritimes sont généralement plus stables et les continentaux plus saisonniers. Les masses d'air se déplacent sous l'influence des centres d'action présents tout au long de l'année.
C'est le météorologue français Léon Teisserenc de Bort qui utilisa le premier le terme en 1881 pour désigner les zones semi-permanentes de haute et basse pression retrouvées sur les cartes météorologiques. Sir Gilbert Walker utilisa ce concept au début du XXe siècle pour suivre l'évolution des conditions météorologiques d'un secteur à l'autre dans le Pacifique sud par les variations de pression entre les centres d'action correspondant et découvrit l'oscillation australe relié au phénomène El Niño.

## Causes

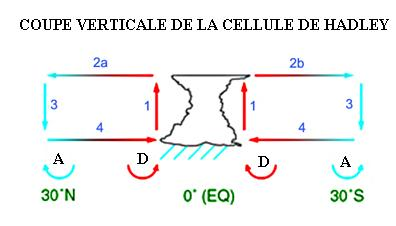
Les cellules de Hadley transportent chaleur et humidité des tropiques vers les latitudes moyennes.

Les contrastes thermiques sur les océans vont former des centres d'action. Dans la région des latitudes des chevaux, soit dans la région en général entre 30 et 35 degrés de latitude nord et sud, se trouvent des anticyclones plus ou moins en permanence. C'est la partie descendante des cellules de Hadley. En effet, près de l'équateur, où la force de Coriolis est assez faible, une circulation directe de l'air s'établit. Dans les bas niveaux de l'atmosphère, la différence de température entre l'équateur et les régions plus au nord moins réchauffées donne lieu à la zone de convergence intertropicale où l'air plus chaud se soulève à cause de la convergence et de la poussée d'Archimède. Le tout donne une circulation comme dans le diagramme à droite. Ainsi, l'anticyclone des Açores domine la partie centrale de l'Atlantique nord et l'anticyclone d'Hawaï, le Pacifique est. 
De même, des centres dépressionnaires organisent la circulation des vents océaniques à l'approche des régions polaires dans des zones où la mer est plus chaude en moyenne que les régions environnantes comme près de l'Islande, dans le golfe d'Alaska et au large de l'Antarctique.
D'autre part, dans chaque hémisphère, certains centres d'action se forment à l'intérieur des terres sur de grandes étendues  entre les régions intertropicales et les régions polaires. Ils sont dus à la circulation autour des reliefs géographiques ou bien au contraste thermique entre la terre et la mer. C'est le cas de zones bloquant l'air arctique en hiver, formant par exemple l'anticyclone de Sibérie, ou de flux en subsidence en aval de chaînes de montagnes causant des dépressions thermiques en été.

## Répartition et variations saisonnières

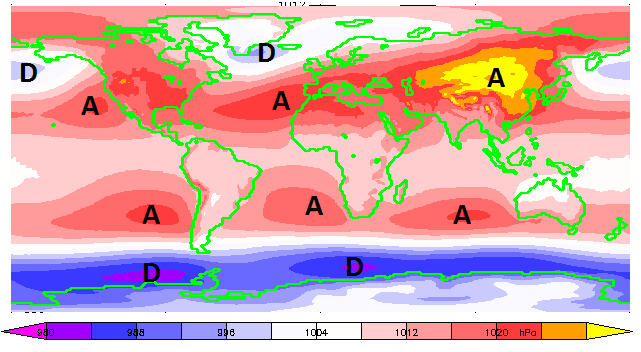
Pression moyenne au niveau de la mer autour de la Terre en décembre, janvier et février montrant les centres d'action (A et D).

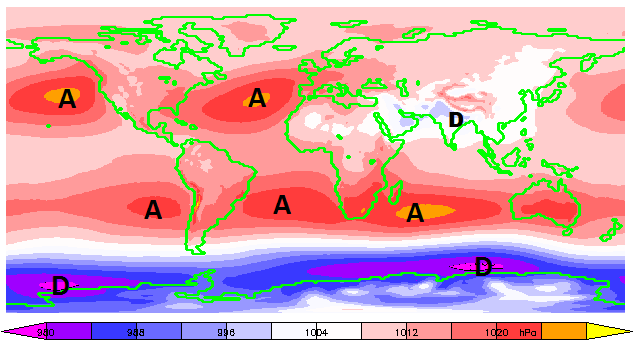
Pression moyenne au niveau de la mer autour de la Terre en juin, juillet et août montrant les centres d'action (A et D).

Les anticyclones et les dépressions s'organisent en deux ceintures dépressionnaires subpolaires, deux ceintures anticycloniques subtropicales et une ceinture dépressionnaire près de l'équateur. La formation saisonnière de dépressions et d'anticyclones continentaux d'origine thermiques fractionne ces centres d'action en plusieurs centres d'action d'importance plus ou moins grande. En fonction des saisons, l'intensité de ces systèmes varie durant l'année selon la température de l'eau et de l'air : les anticyclones et les dépressions peuvent gonfler ou se résorber, voire disparaître.
Ainsi, la ceinture des anticyclones subtropicaux est réduite en hiver et développée en été alors que la zone dépressionnaire polaire, est marquée l'hiver, se résorbe en été, les saisons étant inverses de l'hémisphère nord à celui du sud. De plus, les phénomènes de l'ENSO (El Niño et La Niña) et de la mousson se répercutent d'un hémisphère à l'autre. Finalement, l'équateur et la zone intertropicale sont le siège de dépressions permanentes, qui sont plus marquées l'été et sur les continents.
Les centres d'action faiblissent quand les contrastes thermiques diminuent et inversement, ils se renforcent quand ces derniers augmentent. Leur position varie également, suivant toujours le contraste maximal. Par exemple, l’anticyclone des Açores se déplace entre les Açores et les Bermudes, selon la position du Gulf Stream et la différence de réchauffement entre les pôles et l'équateur.
Les principaux centres d'action dans l'hémisphère nord (ou boréal) sont la dépression des Aléoutiennes, la dépression d'Islande et la dépression asiatique ; l'anticyclone du Pacifique nord (plus connu sous le nom d'anticyclone d'Hawaï), l'anticyclone des Açores (renommé anticyclone des Bermudes lorsqu'il se déplace vers l'ouest) et l'anticyclone de Sibérie qui forment une ceinture anticyclonique subtropicale, fractionnée en été par des dépressions continentales d'origine thermique (dépressions saisonnières qui se situent globalement sur le Mexique, le Sahara et le Pakistan). Les océans dans l'hémisphère sud sont animés par trois centres d'action : l'anticyclone du Pacifique Sud (ou anticyclone de l'île de Pâques), l'anticyclone de l'Atlantique Sud (plus connu sous le nom d'anticyclone de Sainte-Hélène) et l'anticyclone des Mascareignes.
La répartition des centres d'action dans l'hémisphère Sud change beaucoup moins que dans l'hémisphère Nord en fonction des saisons. En effet, la portion continentale dans cet hémisphère est relativement restreinte. À part un anticyclone thermique sur l'Australie au cours de l'hiver austral, les centres d'actions sont assez stables sur les océans. Les parties sud des océans Atlantique, Indien et Pacifique compte trois anticyclones dans les latitudes des chevaux. Plus au sud, une zone dépressionnaire assez continue recouvre toute l'année l'océan près de l'Antarctique et un anticyclone, la calotte polaire antarctique.